# Попович, Дмитрий Павлович
Дмитрий Павлович Попович — советский хозяйственный, государственный и политический деятель.

## Биография
Родился в 1923 году в селе Степном. Член КПСС.
Участник Великой Отечественной войны, командир взвода управления 1174 лап РГК 37 армии, командир взвода управления 1174-го Севастопольского иптап 39 оиптабр РГК. С 1950 года — на хозяйственной, общественной и политической работе. В 1950—2009 гг. — журналист, литературный сотрудник ряда газет, ответственный секретарь, главный редактор газеты «Советская Кубань», главный редактор газеты «Нива Кубани».
Делегат XXV, XXVI и XXVII съездов КПСС.
Умер в Краснодаре в 2009 году.